# Dragan Jurilj
Dragan Jurilj (Derventa, 5. prosinca 1970.), hrvatski tekvandoaš iz Bosne i Hercegovine.
Natjecao se na Olimpijskim igrama 1992. gdje je taekwondo bio pokazni sport. U kategoriji do 76 kilograma osvojio je 5. mjesto.
Na Europskom prvenstvu u Zagrebu 1994. osvojio je zlatnu medalju u kategoriji do 76 kilograma.
Bio je član zagrebačkog Osvita.
Poslije se bavio poduzetništvom i ulaganjem u geotermalnu energiju u Cigleni kraj Bjelovara, u vezi čega se vodi spor s turskim ulagačima.